# Sarcogyne similis
Sarcogyne similis är en lavart som beskrevs av Hugo Magnusson. Sarcogyne similis ingår i släktet Sarcogyne och familjen Acarosporaceae.   Inga underarter finns listade i Catalogue of Life.